# Nekromantik
Nekromantik es una película alemana dirigida por Jörg Buttgereit tan controvertida que se prohibió en muchos países debido a las escenas muy fuertes de necrofilia.
Este film tiene una secuela, Nekromantik 2, del mismo director.

## Argumento
La historia trata sobre Rob Schmadtke (Daktari Lorenz) y su novia Betty (Beatrice Manowski) quienes comparten el mismo gusto por los cadáveres.
Rob trabaja en la Agencia de Limpieza de Calles Joe's, que se encarga de quitar los cadáveres de las calles. Esto le da la oportunidad a Rob de llevarlos a su casa y tener sexo con ellos y su novia. Sin embargo Rob es despedido de su trabajo y así, es despreciado por su novia.
La desesperación invade a Betty al saber que ya no podrá tener más cuerpos putrefactos para sus juegos sexuales enfermizos Y termina abandonándolo.
Rob, en su desesperación busca satisfacer sus impulsos sexuales frecuentando prostitutas, sin embargo no le resulta placentero, por lo cual decide asesinar a una de ellas, para luego mantener relaciones sexuales.
Después, Rob se encuentra en su cama, clavándose un cuchillo en el estómago mientras tiene el pene erecto; de la excitación eyacula varias veces. Después, el líquido seminal se torna en sangre. Finalmente muere.
Al final de la película, en el lecho de Rob, se ven unos pies con tacones y una pala que intenta desenterrarlo para robar su cuerpo (es Monika, de la secuela Nekromantik 2).
Dato curioso: En una de las escenas se puede apreciar a un hombre desollando a un conejo vivo real.
- Datos: Q652251